# زمین‌پذیری
زمین‌پذیری (به انگلیسی: Terrainability) یک ماشین یا ربات به عنوان توانایی آن در سازگاری با بی‌نظمی‌های زمین تعریف می‌شود.
زمین‌پذیری اصطلاحی است که در جامعه پژوهشی ابداع شده و مربوط به حرکت در حوزه رباتیک متحرک است. تعاریف مختلف آن به‌طور کلی توانایی ربات برای مدیریت زمین‌ها از نظر پشتیبانی از زمین، اندازه موانع و فاصله، پایداری غیرفعال/دینامیک و غیره توصیف می‌کند.